# Душка (фильм)
«Ду́шка» (нидерл. Duska) — художественный фильм нидерландского режиссёра Йоса Стеллинга, снятый по совместному с Хансом Хеесеном сценарию.
Фильм был отобран нидерландским селекционным комитетом представлять страну на премии «Оскар» в категории «Лучший фильм на иностранном языке». Премьера состоялась 4 октября 2007 года.

## Сюжет
На российском кинофестивале сценарист Боб знакомится с человеком, именуемым в фильме Душкой, и между прочим, не всерьёз, приглашает его к себе в гости в Амстердам. Когда однажды Душка приезжает к Бобу, тот упорно не может вспомнить, что это за человек и откуда он, и всячески пытается выгнать его из своей квартиры. Душка же бесцеремонно пытается попасть обратно и чувствует себя в квартире как у себя дома, не стесняясь девушки, за которой ухаживает Боб.

## Критика
Йос Стеллинг о фильме:

 … Что мой Боб? Тоже ничего хорошего. Ему самому кажется — как, кстати, почти всякому голландцу — что он всё хорошо знает, как надо и как не надо. На самом деле ничего он не знает, одержим комплексами, фобиями и живёт, собственно, вполноги, не по-настоящему… Душка и Боб — это один и тот же человек, рацио и душа, голова и сердце. И поскольку голова с сердцем у многих не в ладу, — Душка и Боб всё время ссорятся…

## Актёры
| - Сергей Маковецкий — Душка - Жене Бервутс — Боб - Сильвия Хукс — подруга Боба - Леонид Власов — Игорь | - Валерий Демченко — водитель автобуса - Борис Харитонов — водитель фестивального автобуса - Микола Луценко — руководитель фестиваля - Оксана Филоненко — ассистент руководителя | - Руслана Писанка — рожающая в автобусе - Энн Верховен — французский критик - Марко Виссеборн — парень на мотоцикле |

## Награды и номинации

### Награды
- В 2007 году — приз за лучшую женскую роль второго плана Сильвии Хукс на фестивале в Утрехте